# حساب المتجهات
حساب المتجهات (بالإنجليزية: Vector calculus)‏، كما يطلق عليه أيضاً الحساب الشعاعي، هو فرع من علم الرياضيات يهتم بعمليات التحليل المختلفة للمتجهات ولفضاء الجداء الداخلي لبعدين أو أكثر (بعض النتائج التي تنتج من الجداء الخارجي من الممكن أن تطبق فقط في الفضاء الثلاثي الأبعاد).
يتكون هذا الفرع من عدد من الصيغ الرياضية وطرق لحل المسائل وهو فرع هام جداً في الهندسة والفيزياء، خصوصاً بوصف مجال الجاذبية والمجال الكهرومغناطيسي وجريان الموائع. يعود أصل علم التحليل الاتجاهي إلى تحليل الرموز الرباعية وتمت صياغته من قبل العالم والمهندس الأمريكي ويلارد غيبس والمهندس البريطاني أوليفر هيفيسايد.
يهتم حساب المتجهات بالحقول القياسية والتي تربط الكمية القياسية بكل نقطة في الفضاء، والحقل المتجهي الذي يربط كل متجه إلى كل نقطة في الفضاء. على سبيل المثال، إن حرارة قيمة الضغط الهواء على سطح الأرض يختلف من نقطة لأخرى لذلك يعبر عنها بكمية قياسية، أما تدفق الهواء والتيارات الهوائية هي عبارة عن قيمة متجهه في المجال الاتجاهي، ولذلك نربط متجه السرعة بكل نقطة من الفضاء المدروس.

## المؤثرات التفاضلية
يدرس التفاضل الشعاعي العديد من العمليات التفاضلية معرفة في الحقل الشعاعي أو السلمي، والتي يعبر عنها غالباً على شكل مؤثر دل ({\displaystyle \nabla }). العمليات الرئيسية الأربعة في التفاضل الشعاعي هي:
| العملية             | الترميز                                                                        | الوصف                                                      | المجال                                |
| ------------------- | ------------------------------------------------------------------------------ | ---------------------------------------------------------- | ------------------------------------- |
| تدرج Gradient       | {\displaystyle \operatorname {grad} (f)=\nabla f}                              | تقيس معدل وجهة التغير في الحقل السلمي.                     | تسقط الحقل السلمي على الحقل الشعاعي.  |
| دوران Curl          | {\displaystyle \operatorname {curl} (\mathbf {F} )=\nabla \times \mathbf {F} } | يقيس قابلية الدوران حول نقطة في الحقل الشعاعي.             | يسقط الحقل الشعاعي على الحقل الشعاعي. |
| تباعد Divergence    | {\displaystyle \operatorname {div} (\mathbf {F} )=\nabla \cdot \mathbf {F} }   | يقيس ميل المصدر أو المصرف عند نقطة معينة في الحقل الشعاعي. | يسقط الحقل الشعاعي على الحقل السلمي.  |
| لابلاسيان Laplacian | {\displaystyle \Delta f=\nabla ^{2}f=\nabla \cdot \nabla f}                    | مركب من عمليتي التباعد والتدرج.                            | يسقط الحقل السلمي على الحقل السلمي.   |

المصفوفة الجاكوبية مفيدة في دراسة التوابع عندما يكون الحقل ومجال التابع معدد المتحولات، مثل تغير المتحولات أثناء التكامل.

## مبرهنات
هناك العديد من المبرهنات الهامة المرتبطة بالعمليات المذكورة آنفاً. والتي تعمم النظرية الأساسية في التفاضل إلى أبعاد أعلى:
| النظرية                           | النص | الشرح |
| --------------------------------- | --- | --- |
| مبرهنة التدرج Gradient theorem    | {\displaystyle \varphi \left(\mathbf {q} \right)-\varphi \left(\mathbf {p} \right)=\int _{L}\nabla \varphi \cdot d\mathbf {r} .}             | إن التكامل الخطي خلال الحقل الشعاعي يعادل الفرق في قيمه السلمية عند نقطتي النهاية للمنحني .                                         |
| مبرهنة غرين Green's theorem       | {\displaystyle \int _{C}L\,dx+M\,dy=\iint _{D}\left({\frac {\partial M}{\partial x}}-{\frac {\partial L}{\partial y}}\right)\,dA}            | إن تكامل الدوران السلمي للحقل الشعاعي على منطقة معينة في المستوي يعادل التكامل الخطي للحقل الشعاعي على المنحني المحيط بهذه المنطقة. |
| مبرهنة ستوكس Stokes' theorem      | {\displaystyle \int _{\Sigma }\nabla \times \mathbf {F} \cdot d\mathbf {\Sigma } =\oint _{\partial \Sigma }\mathbf {F} \cdot d\mathbf {r} ,} | إن تكامل الدوران لحقل شعاعي على سطح يعادل التكامل الخطي للحقل الشعاعي على المنحني المحيط لهذا السطح.                                |
| مبرهنة التباعد Divergence theorem | {\displaystyle \iiint \limits _{V}\left(\nabla \cdot \mathbf {F} \right)dV=\iint \limits _{\partial V}\mathbf {F} \cdot d\mathbf {S} ,}      | تكامل التشعب لحقل شعاعي على مجسم ما يعادل التكامل للتدفق خلال السطح المحيط بهذا المجسم.                                             |

ربما يتطلب التحليل الشعاعي استخدام نظام الإحداثيات في اتجاه معين.